# Presa de Crestuma-Lever
La presa de Crestuma-Lever está localizada en el río Duero, distrito de Oporto, Portugal. 
Inicialmente diseñada para la freguesia de Crestuma, fue finalmente construida en territorio disputado con la vecina freguesia de Lever. Desde el 29 de septiembre de 2014 pertenece a la Unión de Parroquias de Sandim, Olival, Lever y Crestuma.
Además del almacenamiento de agua y la producción de electricidad, sirve como cruce peatonal y de carretera al municipio de Gondomar, en la otra orilla del río. Se trata de la última presa del río Duero antes de su desembocadura en el Atlántico.
Tiene una altura de 65 m sobre cimientos y una longitud de coronación de 470 m. La capacidad de producción hidroeléctrica es 117 MW.
La presa incluye una esclusa en el lado izquierdo para facilitar la navegación por el río Duero, con una longitud de unos 90 metros y una anchura de 12,1 metros, que supera un desnivel total de 13,9 metros.
Tiene una escalera de peces del tipo lock que, sin embargo, tiene poca efectividad, según un estudio realizado en los años 90.